# Бальдини, Эрколе
Эрколе Бальдини (итал. Ercole Baldini; 26 января 1933, Форли, Эмилия-Романья — 1 декабря 2022, Форли, Эмилия-Романья) — бывший итальянский профессиональный шоссейный велогонщик. Основным успехом в карьере является победа на Джиро д’Италия в 1958 году.

## Биография
Родился в городке Форли в регионе Эмилия-Романья на севере Италии. В 21 год установил часовой рекорд езды для любителей — 44 870 м, после чего получил прозвище Forlì train (Форли-поезд).
Лучшим годом в карьере был 1956, в котором он завоевал золотую медаль в шоссейной гонке на летних Олимпийских играх 1956 в Мельбурне, а 19 сентября 1956 года установил часовой рекорд езды среди профессионалов в Милане — 46 394 м, побив предыдущий рекорд знаменитого Жака Анкетиля.
В 1957 году подписал контракт с профессиональной командой и сумел выиграть шесть гонок, включая Трофео Баракки вместе с Фаусто Коппи, а также стал чемпионом Италии.
В 1958 году Эрколе выигрывает Джиро д’Италия, обогнав на последних этапах Шарли Голя. В этом же году он второй раз становится чемпионом Италии, а также выигрывает чемпионат мира по шоссейным велогонкам.
В 1959 занимает 6-е место на Тур де Франс.
Его карьера закончилась после операции ноги.

## Главные победы
1956
- 1-й  — Олимпийские игры — Индивидуальная гонка
- Часовой рекорд езды — 46 394 м в Милане.

1957
- 1-й  — Чемпионат Италии по шоссейному велоспорту
- Джиро ди Романья
- Джиро дель Лацио

1958
- 1-й  — Джиро д’Италия
- 1-й  — Чемпионат мира по шоссейным велогонкам
- 1-й  — Чемпионат Италии по шоссейному велоспорту
- 1-й — Трофео Маттеотти

1959
- 1-й — Джиро дель Эмилия

1960
- 1-й — Гран-при Наций

1963
- 1-й — Coppa Placci

## Статистика выступлений на Гранд Турах
| Гранд Тур       | 1957 | 1958 | 1959 | 1960 | 1961 | 1962 | 1963 | 1964 |
| --------------- | ---- | ---- | ---- | ---- | ---- | ---- | ---- | ---- |
| Джиро д’Италия  | 3    | 1    | 17   | 41   | WD   | 7    | 26   | WD   |
| Тур де Франс    | —    | —    | 6    | 33   | —    | 8    | -    | WD   |
| Вуэльта Испании | —    | —    | —    | —    | —    | —    | —    | —    |

- WD = Снялся